# 吳仁和
吳仁和（1957年—）現任國立中山大學資訊管理系專任教授，台灣電腦科學專家、資訊管理學者。

## 略歷
吳仁和是現任國立中山大學資訊管理系教授、前任管理學院院長(2009/08~2013/01)，學歷是美國肯塔基大學博士，是台灣多本最暢銷的電腦科學與資訊管理教科書作者。

## 學術榮譽
- 獲87年度教育部主辦之全國校園軟體創作比賽佳作獎
- 獲86年度教育部主辦之全國校園軟體創作比賽優等獎
- 所指導學生之論文獲 84年度全國管理碩士論文佳作獎
- 83,84,86,87,88,89年度 獲國科會甲種研究獎助
- 81與82年度  獲教育部擴大延攬海外學人補助
- 97 & 93年度獲中山大學研究績優獎
- 97年度獲中山大學教學研究獎
- 97年度獲中山大學國際期刊論文高被引用獎
- 91年度迄今獲國科會A類研究計劃
- 中山大學特聘學術研究教授(2011-2014)

## 教科書專書著作
- 《資訊管理—企業創新與價值創造》，第三版，台北，智勝文化，2011年，ISBN：978-957-729-839-3N。
- 《醫療資訊管理》，台北，智勝文化，2010年，ISBN：9789577298096。
- 《系統分析與設計：理論與實務應用》，台北，智勝文化，2010年，ISBN：9789577297808。
- 《物件導向系統分析與設計：結合MDA與UML 》，第三版，台北，智勝文化，2010年，ISBN：9789577297716。
- 《教學個案寫作方法與應用》，台北，前程文化，2010年，ISBN：9789867239983。